# Маданият (Кушониёнский район)
Маданият (тадж. Маданият) — село в Кушониёнском районе Хатлонской области Республики Таджикистан. Входит в состав джамоата (сельской общины) Сарвати Истиклол Кушониёнского района.
Находится на расстоянии 8 км от райцентра (пгт. им. Исмоила Сомони) и 2 км до центра общины (с. им. Сироджа Фаттоева).
Население — 1225 чел. (2017).